# Trisekce úhlu
Trisekce úhlu je jeden ze tří nejslavnějších antických konstrukčních problémů (zbylé dva jsou kvadratura kruhu a duplikace krychle; souhrnně jsou nazývány Tři klasické problémy antické matematiky). Tyto úlohy byly formulovány již v 5. století př. n. l. a odolávaly po dlouhá staletí všem pokusům o vyřešení, než bylo v 19. století dokázáno, že jsou neřešitelné.

## Přesné zadání úlohy
Obecné zadání úlohy trisekce úhlu zní v jazyce moderní matematiky takto:
Nalezněte obecnou euklidovskou konstrukci, pomocí níž bude k libovolnému úhlu možné zkonstruovat úhel o třetinové velikosti.

Poněkud méně formálně:
Rozdělte daný úhel na tři stejně velké části pouze za užití pravítka a kružítka.

## Historie
Již ve starověku a po celý středověk a renesanci se největší učenci své doby pokoušeli problém trisekce úhlu vyřešit. Až v roce 1830 dokázal mladý francouzský matematik Évariste Galois, že úlohu trisekce úhlu nelze pouze za použití pravítka a kružítka provést.

## Triviální řešení
Trisekce úhlu je konstruovatelná pro úhly 180°, 180°×N a 180°/2^N, protože konstrukce úhlu 60° je jednoduchá.

## Důkaz neřešitelnosti
Důkaz nemožnosti provést požadovanou konstrukci sestává ze dvou nezávislých částí, z nichž první je obdobná pro důkazy neřešitelnosti všech tří klasických problémů:
1. ověření, že lze zkonstruovat jen ty úhly, jejichž sinus i kosinus jsou algebraická čísla stupně (nad tělesem racionálních čísel) mocniny dvou
2. nalezení úhlu, jehož kosinus není algebraické číslo stupně mocniny dvou, a jehož trojnásobek lze zkonstruovat

Tyto dva kroky nyní provedeme odděleně.

### Konstruovatelné úhly
Za konstruovatelnou délku (resp. úhel, souřadnici) označíme takovou délku (resp. úhel, souřadnici), kterou lze zkonstruovat z dané jednotkové úsečky a daného počátku pouze pomocí pravítka a kružítka. Velmi snadno ověříme, že každá racionální délka (souřadnice) je konstruovatelná. Indukcí podle počtu kroků nejkratší konstrukce ověříme, že každá konstruovatelná souřadnice (jak x-ová, tak y-ová) je algebraické číslo stupně mocniny dvou. Nechť je tedy dána konstruovatelná souřadnice s a nechť
- její nejkratší konstrukce (přesněji konstrukce bodu majícího tuto souřadnici) má 0 kroků
  - Pak s může být pouze souřadnice koncového bodu jednotkové úsečky nebo počátku (tj. s=1 nebo s=0), což je v obou případech algebraické číslo stupně 1=20.
- její nejkratší konstrukce má n+1 kroků, přičemž víme, že všechny souřadnice, které lze zkonstruovat v méně než n+1 krocích, jsou algebraické stupně mocniny dvou
  - Proveďme nyní prvních n kroků oné n+1 krokové konstrukce souřadnice s. Označme T těleso generované všemi dosud zkonstruovanými souřadnicemi a jeho stupeň nad tělesem Q všech racionálních čísel (délek) označme [T:Q]. Protože T vzniklo postupným rozšiřováním Q o souřadnice konstruované v prvních n krocích, je [T:Q] mocnina dvou (snadnou aplikací indukčního předpokladu). Dále určíme stupeň [T[s]:T], kde T[s] je těleso generované prvky T a souřadnicí s. Víme (z definice T), že souřadnici s lze zkonstruovat v jediném kroku ze souřadnic obsažených v tělese T. Souřadnice s tedy může být souřadnicí bodu,
    - který již byl zkonstruován v prvních n krocích
      - Pak s je prvkem T a tedy [T[s]:T]=1.

    - který vznikl protnutím dvou úseček v (n+1)-ním kroku
      - Pak s je jednou ze složek řešení soustavy lineárních rovnic y=ax+b, y=cx+d, kde první a druhá rovnice popisují analyticky první a druhou z protínajících se úseček. Protože však krajní body těchto úseček byly zkonstruovány již v prvních n krocích, jsou jejich souřadnice a v důsledku i koeficienty a,b,c,d prvky T. Proto i obě složky řešení (x,y) jsou v T, a tedy opět [T[s]:T]=1.

    - který vznikl protnutím úsečky a kružnice v (n+1)-ním kroku
      - Pak s je jednou ze složek řešení lineárně kvadratické soustavy rovnic y=ax+b, (x−c)2+(y−d)2=r2, kde první (resp. druhá) rovnice popisuje analyticky úsečku (resp. kružnici). Opět – obdobně jako v předchozím bodě – jsou a,b,c,d prvky T, a protože čtverec vzdálenosti každých dvou bodů se souřadnicemi z T leží rovněž v T, je i r2 v T. Vyjádřením řešení (x,y) zjistíme, že obě jeho složky leží v tělese {\displaystyle T[{\sqrt {q}}]}, kde q je vhodný prvek T. Protože zřejmě {\displaystyle [T[{\sqrt {q}}]:T]=1{\mbox{ nebo }}2} a podle obecné teorie algebraických rozšíření dělí stupeň každého prvku rozšíření stupeň tohoto rozšíření, je nutně [T[s]:T]=1 nebo 2.

    - který vznikl protnutím dvou kružnic v (n+1)-ním kroku
      - Pak s je jednou ze složek řešení soustavy kvadratických rovnic (x−a)2+(y−b)2=r2, (x−c)2+(y−d)2=t2, kde první a druhá rovnice popisují analyticky první a druhou z protínajících se kružnic. Opět jako v předchozích bodech jsou a,b,c,d,r,t prvky T. Opět vyjádřením řešení (x,y) zjistíme, že obě jeho složky leží v tělese {\displaystyle T[{\sqrt {q}}]}, kde q je vhodný prvek T. Zcela stejně jako v předchozím bodě můžeme vidět, že [T[s]:T]=1 nebo 2.

  - Ve všech čtyřech popisovaných případech je tedy [T[s]:T]=1 nebo 2. Protože z předchozího víme, že [T:Q] je mocnina dvou, plyne z obecného algebraického tvrzení o multiplikativitě stupňů rozšíření, že [T[s]:Q]=[T[s]:T][T:Q] je rovněž mocnina dvou. Dále stupeň s nad Q je roven [T[s]:Q], tedy je také mocninou dvou, čímž je indukční krok dokončen.

Dále zřejmě každá konstruovatelná délka je vzdáleností dvou bodů s konstruovatelnými souřadnicemi, a tedy její čtverec je prvkem tělesa generovaného konečně mnoha konstruovatelnými souřadnicemi. Proto čtverec konstruovatelné vzdálenosti má stupeň mocniny dvou nad Q. Opět z věty o multiplikativitě stupňů rozšíření plyne, že i daná vzdálenost má stupeň mocniny dvou nad Q.
Konečně, zkonstruujeme-li úhel velikosti α, můžeme snadno zkonstruovat úsečky délky sin(α) i cos(α). Proto plyne z předchozího, že konstruovatelné jsou jen ty úhly, jejichž sinus i kosinus jsou algebraická čísla stupně mocniny dvou.

### Úhel 20° (π/9) není konstruovatelný
Nyní již zbývá ukázat pouze existenci úhlu splňujícího, že kosinus jeho třetiny má stupeň různý od mocniny dvou a jeho trojnásobek je konstruovatelný (pak totiž nebudeme muset předpokládat, že je dán úhel, který máme rozdělit, což nám v první části důkazu umožnilo zjednodušit si situaci předpokladem, že dány jsou jen počátek a jednotková úsečka). Takovým úhlem je například 60° (π/3). Z obecné trigonometrické identity cos(3α) = 4cos³(α) − 3cos(α) plyne dosazením α=20° (α=π/9) (označíme-li y=cos(20°)=cos(π/9)) 8y³ − 6y − 1 = 0, odkud substitucí x=2y dostaneme x³ − 3x − 1 = 0. Pokud nyní stupeň x splňujícího předchozí rovnost nebude mocninou dvou, nebude mocninou dvou ani stupeň y, což chceme dokázat. Snadno nahlédneme, že polynom t³ − 3t − 1 je ireducibilní (kdyby nebyl, pak má faktor stupně jedna, a tedy racionální kořen, podle věty o racionálních kořenech (je-li p/q kořenem polynomu P s celočíselnými koeficienty a p je nesoudělné s q, pak q dělí vedoucí koeficient P a p jeho absolutní člen) je tento kořen jedno z čísel 1,−1, což evidentně není pravda). Minimálním polynomem x je tedy samotný polynom t³ − 3t − 1, a tedy x má stupeň tři, což není mocnina dvou. Tím je důkaz dokončen.